# Denise Darcel
Denise Darcel, pseudonimo di Denise Billecard (Parigi, 8 settembre 1924 – Los Angeles, 23 dicembre 2011), è stata un'attrice e cantante francese naturalizzata statunitense.

## Biografia
Dopo gli studi all'Università di Digione, Denise Darcel debuttò nel mondo dello spettacolo come cantante di cabaret e di night club in Francia nel periodo immediatamente successivo al termine della seconda guerra mondiale. Dopo il matrimonio con l'americano Peter Crosby, nel 1947 raggiunse Hollywood ed esordì sugli schermi americani con un breve ruolo di cantante nel dramma La donna del traditore (1948) di Delmer Daves, ambientato durante un processo in Francia ai collaborazionisti, mentre l'anno successivo apparve in un eccellente film bellico, Bastogne (1949) di William A. Wellman, accanto a Van Johnson, John Hodiak e George Murphy. Contemporaneamente riscosse un buon successo a Broadway nella commedia Pardon Our French, in scena nella stagione 1950-1951.
La provocante bellezza e il fascino europeo consentirono all'attrice di proseguire la carriera cinematografica e di ottenere ruoli di sensuale seduttrice come quello di Lola nell'avventuroso Tarzan e le schiave (1950, accanto a Lex Barker e nella commedia Avvocato di me stesso (1953), al fianco di Glenn Ford, ma anche di indomita eroina del western in Donne verso l'ignoto (1951), che William A. Wellman trasse da un soggetto scritto da Frank Capra. Nel film la Darcel impersonò Fifi Danon, una delle intrepide componenti di una carovana di sole donne che, con l'ausilio del capo convoglio interpretato da Robert Taylor, attraversa le selvagge terre dell'Ovest americano per raggiungere e sposare un gruppo di coloni mai conosciuti prima.
Nel 1953 la Darcel apparve anche nel musical Nebbia sulla Manica (1953), interpretato da Esther Williams, e ottenne il ruolo di protagonista nell'avventura in costume Fiamme a Calcutta (1953), in cui interpretò Suzanne Roget, un'intrepida ragazza francese che nell'India settecentesca combatte l'usurpatore del trono di un sultanato e si innamora di un ufficiale (Patric Knowles). L'anno successivo la carriera dell'attrice giunse all'apice grazie al western Vera Cruz (1954) di Robert Aldrich, ambientato sullo sfondo della rivoluzione messicana del 1866. Affiancata agli avventurieri yankee impersonati da Gary Cooper e Burt Lancaster, rispettivamente un onesto ex ufficiale sudista e un cinico mercenario, la Darcel interpretò il ruolo di Marie Duvarre, una vivace e seducente contessa francese che senza troppi scrupoli fa il doppio gioco nella vicenda che si snoda intorno al tesoro imperiale, ambito sia dai guerriglieri di Benito Juárez che dai sostenitori dell'imperatore Massimiliano d'Asburgo (interpretato da George Macready).
Malgrado il riscontro sfavorevole della critica, Vera Cruz ottenne grande successo al botteghino, tuttavia la Darcel non ottenne ulteriori scritture di rilievo. Nella seconda metà degli anni cinquanta lavorò in alcuni spettacoli televisivi come The Martha Raye Show (1954), The Milton Berle Show (1956) e Tightrope (1960), ed apparve sugli schermi cinematografici in un'unica altra occasione, per l'avventura bellica Sette donne dall'inferno (1961), nel ruolo di Claire Oudry, una delle sette donne che fuggono da un campo di concentramento giapponese e dopo varie peripezie riescono a raggiungere le linee americane.
Dopo un'ultima apparizione televisiva nel telefilm Combat! (1963), la Darcel abbandonò la recitazione e ritornò agli spettacoli dal vivo. Per un breve periodo fece la spogliarellista nei teatri della West Coast, con apparizioni a San Francisco, Las Vegas, Oakland e Los Angeles, quindi tornò ai circuiti del cabaret e dei night club come cantante. Riapparve sulle scene teatrali soltanto nel 1991, nel ventennale del musical Follies di Stephen Sondheim, in scena a Los Angeles a cura del Long Beach Civic Light Opera. Nel ruolo di Solange La Fitte, la Darcel apparve anche nelle successive rappresentazioni dell'opera a Houston e a Seattle.

## Vita privata
Cittadina americana dal 1952, dopo i due matrimoni con Peter Crosby e con Richard Vance, terminati entrambi con il divorzio, la Darcel si risposò nel 1990 con George Simpson Jr., che morì nel 2003.
Madre di due figli, Chris e Craig, l'attrice è morta il 23 dicembre 2011 a Los Angeles, all'età di ottantasette anni, a seguito di un aneurisma.

## Filmografia

### Cinema
- La donna del traditore (To the Victor), regia di Delmer Daves (1948) (non accreditata)
- Thunder in the Pines, regia di Robert Gordon (1948)
- Bastogne (Battleground), regia di William A. Wellman (1949)
- Tarzan e le schiave (Tarzan and the Slave Girl), regia di Lee Sholem (1950)
- Donne verso l'ignoto (Westward the Women), regia di William A. Wellman (1951)
- Avvocato di me stesso (Young Man with Ideas), regia di Mitchell Leisen (1952)
- Nebbia sulla Manica (Dangerous When Wet), regia di Charles Walters (1953)
- Fiamme a Calcutta (Flame of Calcutta), regia di Seymour Friedman (1953)
- Vera Cruz, regia di Robert Aldrich (1954)
- Sette donne dall'inferno (Seven Women from Hell), regia di Robert D. Webb (1961)

### Televisione
- Four Star Revue – serie TV, 2 episodi (1951-1952)
- Tightrope – serie TV, episodio 1x24 (1960)
- La città in controluce (Naked City) – serie TV, 1 episodio (1962)
- Combat! – serie TV, 1 episodio (1963)

## Doppiatrici italiane
- Lydia Simoneschi in Donne verso l'ignoto, Avvocato di me stesso, Nebbia sulla Manica; Vera Cruz